# Supercoppa brasiliana 2018 (pallavolo femminile)
La Supercoppa brasiliana 2018 si è svolta il 10 novembre 2018: al torneo hanno partecipato due squadre di club brasiliane e la vittoria finale è andata per la prima volta al Praia Clube.

## Regolamento
Le squadre hanno disputato una gara unica.

## Squadre partecipanti
| Squadra     | Qualificazione                       | Ultima partecipazione      |
| ----------- | ------------------------------------ | -------------------------- |
| Praia Clube | Vincitrice Superliga Série A 2017-18 | Supercoppa brasiliana 2016 |
| Osasco      | Vincitrice Coppa del Brasile 2018    | Debutto                    |

## Torneo
| 10 novembre 2018 Centro do Nordeste, Fortaleza Durata: ? - Spettatori: 4 500 | Praia Clube | 3 - 1 | Osasco | 27-29, 25-17, 25-22, 25-23 |